# Youssef Mokhtari
Youssef Mokhtari (arab. يوسف المختاري, ur. 25 marca 1979 w Benisidel) – marokański piłkarz grający na pozycji ofensywnego pomocnika. Posiada także obywatelstwo niemieckie.

## Kariera klubowa
Mokhtari urodził się w Maroku, ale w młodym wieku wyemigrował do Niemiec i z czasem przyjął tamtejsze obywatelstwo. Piłkarską karierę rozpoczął w klubie FSV Frankfurt, w barwach którego występował przez 3 lata. W 2000 roku przeszedł do SSV Jahn Ratyzbona i grał tam przez dwa sezony jednak nie awansował z Regionalligi do 2. Bundesligi. W awansie sportowym pomógł mu jednak transfer do drugoligowego beniaminka, SV Wacker Burghausen, do którego trafił latem 2002. Na drugim froncie Mokhtari swój pierwszy mecz rozegrał 10 sierpnia, a Wacker uległ na wyjeździe Eintrachtowi Trier 1:2. W Wacker Marokańczyk występował w pierwszym składzie i przez 2 lata zdobył 10 goli. W 2004 roku przeniósł się do Energie Cottbus, dla którego w przeciągu całego sezonu strzelił 8 bramek i pomógł w utrzymaniu w lidze.
Latem 2005 Mokhtari podpisał kontrakt z 1. FC Köln, grającym wówczas w Bundeslidze. W ekstraklasie Niemiec zadebiutował 27 sierpnia w przegranym 2:3 meczu z 1. FC Kaiserslautern. W zespole z Kolonii rozegrał tylko 13 spotkań, a na dodatek spadł on z ligi. Po sezonie Marokańczyk przeszedł do innego spadkowicza, MSV Duisburg. Swoimi 12 zdobytymi golami przyczynił się do powrotu drużyny MSV do ekstraklasy. W niej w sezonie 2007/2008 wystąpił w 7 spotkaniach, a w styczniu 2008 wyjechał do Kataru. Za 300 tysięcy euro trafił do drużyny Ar-Rajjan. Latem 2008 wrócił do Niemiec i ponownie został zawodnikiem FSV Frankfurt, beniaminka drugiej ligi. W 2009 roku przeszedł do SpVgg Greuther Fürth, a w 2010 roku występował w FC Metz.
| Sezon   | Klub                 | Kraj    | Rozgrywki     | Mecze | Bramki |
| ------- | -------------------- | ------- | ------------- | ----- | ------ |
| 1997/98 | FSV Frankfurt        | Niemcy  | Regionalliga  | 16    | 2      |
| 1998/99 | FSV Frankfurt        | Niemcy  | Regionalliga  | 32    | 4      |
| 1999/00 | FSV Frankfurt        | Niemcy  | Regionalliga  | 32    | 7      |
| 2000/01 | SSV Jahn Ratyzbona   | Niemcy  | Regionalliga  | 22    | 3      |
| 2001/02 | SSV Jahn Ratyzbona   | Niemcy  | Regionalliga  | 24    | 7      |
| 2002/03 | SV Wacker Burghausen | Niemcy  | 2. Bundesliga | 30    | 4      |
| 2003/04 | SV Wacker Burghausen | Niemcy  | 2. Bundesliga | 28    | 6      |
| 2004/05 | Energie Cottbus      | Niemcy  | 2. Bundesliga | 27    | 8      |
| 2005/06 | 1. FC Köln           | Niemcy  | Bundesliga    | 13    | 0      |
| 2006/07 | MSV Duisburg         | Niemcy  | 2. Bundesliga | 32    | 12     |
| 2007/08 | MSV Duisburg         | Niemcy  | Bundesliga    | 7     | 1      |
| 2007/08 | Ar-Rajjan            | Katar   | Q-League      | 11    | 4      |
| 2008/09 | FSV Frankfurt        | Niemcy  | 2. Bundesliga | 24    | 4      |
| 2009/10 | SpVgg Greuther Fürth | Niemcy  | 2. Bundesliga | 11    | 2      |
| 2009/10 | FC Metz              | Francja | Ligue 2       | 9     | 1      |
| 2010/11 | FC Metz              | Francja | Ligue 2       | 3     | 0      |

## Kariera reprezentacyjna
W reprezentacji Maroka Mokhtari zadebiutował w 2003 roku. W 2004 roku znalazł się w kadrze narodowej na Puchar Narodów Afryki 2004. W półfinale uzyskał dwa trafienia w spotkaniu z Mali (4:0). Gola strzelił także w finale z Tunezją, ale Maroko przegrało 1:2 i zostało wicemistrzem Afryki. W 2008 roku został powołany do kadry na Puchar Narodów Afryki 2008.